# イーライリリー・アンド・カンパニー
イーライリリー・アンド・カンパニー（Eli Lilly and Company、NYSE：LLY）は、米国インディアナ州インディアナポリス市に本社を置く、国際的な製薬会社で、売上高で現在世界12位である。
日本法人の日本イーライリリー株式会社（にほんイーライリリー）は、兵庫県神戸市中央区に本社を置く。

## 沿革
社名は、創業者であるイーライ・リリーに由来している。
イーライリリー・アンド・カンパニーは、1876年に米国インディアナ州で創業され。1923年には、世界で初めてインスリンの製剤としての実用化に成功。1982年には、世界で初めての遺伝子組み替えによる製剤・ヒトインスリンの開発に成功する。日本での展開は、1909年から塩野義製薬がリリー社の製剤を発売したことに端を発し、1965年にはイーライリリー・インターナショナルコーポレーションの日本支社が、1975年には日本イーライリリー株式会社が神戸に設立された。

## 特色
創業当時から最新技術を取り入れ、米国の基礎研究所を中心に日本を含む世界9カ国に大規模なR&D（研究開発）設備を持ち、約8,800人の開発スタッフを雇用する。また、この会社は『Working Mothers magazine』2004年度の働く母親のためのベスト10において、1位の会社に選ばれている。
研究開発に投じる費用は22億ドル超、売上高に占める開発費の比率において、米国の製薬会社の中ではトップクラスの研究開発重視の企業である。
これまでに世界初の医薬を数多く創り出してきており、代表的なものでは糖尿病の治療に用いられるインスリン、細胞内寄生菌に有効なマクロライド系抗生物質、感染症治療に用いられるセファロスポリン系抗生物質、遺伝子組み替えインスリン等がある。

## 製品
- アリムタ（Alimta） - 一般名：ペメトレキセド。葉酸阻害型抗がん剤、日本国内では悪性中皮腫に適応する。
- ジェムザール（Gemzar） - 一般名：塩酸ゲムシタビン。ヌクレオシド代謝拮抗型抗がん剤。日本国内では非小細胞肺癌、膵臓癌、胆道癌、尿路上皮癌に適応する。
- サイラムザ（Cyramza） - 一般名：ラムシルマブ。胃癌、結腸・直腸癌、非小細胞肺癌、肝細胞癌に適応する。
- ベージニオ（Verzenio） - 一般名：アベマシクリブ。乳癌、乳癌における術後薬物療法に適応する。
- エビスタ（Evista） - 一般名：ラロキシフェン。骨粗鬆症治療薬。
- フォルテオ（Forteo） - 一般名：テリパラチド。骨粗鬆症治療薬。皮下注射。
- トルツ（Taltz） - 一般名：イキセキズマブ。尋常性乾癬、関節症性乾癬、膿疱性乾癬、乾癬性紅皮症、強直性脊椎炎、体軸性脊椎関節炎に適応する。
- オルミエント（Olumiant） - 一般名：バリシチニブ。関節リウマチ、アトピー性皮膚炎、円形脱毛症、SARS-CoV-2による肺炎に適応する。
- ヒューマリン（Humulin） - 一般名：ヒトインスリン製剤。
- ヒューマログ（Humalog） - 一般名：インスリンリスプロ製剤。
- トルリシティ アテオス（Trulicity ATEOS） - 一般名：デュラグルチド。皮下注射ではあるが一般的な注射器と異なり、アテオスの一端を皮膚に当て（アテ）て反対端のボタンを押す（オス）だけで、刺針→薬剤注入→離針の一連手順が自動的に行われる。注射初心者でも簡便に投与できる仕組みとなっている。
- ジャディアンス (Jardiance) - 一般名：エンパグリフロジン。2型糖尿病、慢性心不全に適応する。
- マンジャロ アテオス(Mounjaro ATEOS) - 一般名：チルゼパチド。持続性GIP/GLP-1受容体作動薬。2型糖尿病に適応する。
- ジプレキサ (Zyprexa) - 一般名：オランザピン。非定型抗精神病薬。統合失調症、双極性障害に適応する。
- サインバルタ (Cymbalta) - 一般名：デュロキセチン。SNRI。うつ病、糖尿病性神経障害性疼痛、慢性腰痛、変形性関節症に伴う疼痛に適応する。
- ストラテラ (Strattera) - 一般名：アトモキセチン塩酸塩。ADHDに適応する。
- エムガルティ (Emgality) - 一般名：ガルカネズマブ。CGRPモノクローナル抗体。片頭痛の発症抑制に適応する。
- レイボー（Reyvow） - 一般名：ラスミジタン。片頭痛治療薬。

## 開発中の化合物
- 米国本社のサイトで公開

## 日本法人
- 神戸本社 - 神戸市中央区磯上通5-1-28 LILLY PLAZA ONE BLDG.
- 東京支社 - 東京都港区赤坂4-15-1 赤坂ガーデンシティ 13階
- 西神ラボラトリーズ - 神戸市西区高塚台4-3-3